# Leuctra hirsuta
Leuctra hirsuta är en bäcksländeart som beskrevs av Bogoescu och Ionel Grigore Tabacaru 1960. Leuctra hirsuta ingår i släktet Leuctra och familjen smalbäcksländor. Inga underarter finns listade i Catalogue of Life.